# Serra de Monchique
Serra de Monchique (česky Pohoří Monchique) je nižší pohoří na jihu Portugalska, v regionu Algarve. Hornatina se rozkládá z jihozápadu na severovýchod, jihozápadní počátek leží přibližně 20 km severovýchodně od města Lagos na pobřeží Cádizského zálivu. Nejvyšším bodem je Fóia (902 m). Oblast je pokryta lesy, místy byly vysázeny eukalypty, borovice a akácie, které však nejsou původními druhy. Název pohoří je odvozen od názvu města Monchique.